# تپه سرایل
تپه سرایل مربوط به هزاره دوم -قرن ۵ ه.ق است و در شهرستان بیجار، روستای مخور واقع شده و این اثر در تاریخ ۸ مرداد ۱۳۸۱ با شمارهٔ ثبت ۵۹۱۳ به‌عنوان یکی از آثار ملی ایران به ثبت رسیده است.